# 名もなき末裔
『名もなき末裔』（なもなきまつえい、原題：英: The Nameless Offspring）は、アメリカ合衆国のホラー小説家クラーク・アシュトン・スミスによる短編ホラー小説。クトゥルフ神話の1つで、『ストレンジ・テールズ』1932年6月号に掲載された。スミスによるグール譚。東雅夫は『クトゥルー神話事典』にて「スミスには珍しく、冒頭に『ネクロノミコン』からの引用を掲げ、英国の田園地帯を舞台とする現代物。ポオの影響を強く感じさせるが、食屍鬼譚としては最良の部類に属する一編といえよう」と解説している。
中東の食屍鬼を題材とした作品のようであるが、クトゥルフ神話である。舞台は20世紀イギリスの田園地帯であり、作中でもその舞台に伝承の食屍鬼などいるはずがないと言及されている。冒頭でラヴクラフトの「ネクロノミコン」についても言及されており、いくら探しても見つからない理由について異界が示唆されている。取り替え子・異類生殖のパターンが、食屍鬼で用いられている。

## あらすじ
トレモス館の主ジョン卿の新妻レディ・アガサが、発作を起こして急死する。しかし、アガサ夫人は埋葬後に息を吹き返すと、「墓で『何か』を目撃した」と恐怖しながら支離滅裂なことを口走り、心身を病んだまま9か月後に異形の子供を出産して死亡する。ジョン卿は館に隠棲しため、その後のことはわからないが、異形の子供が牢に閉じ込められていると噂されていた。
ジョン卿の友人アーサー・カルデインの息子・ヘンリーは、亡父から受け継いだ事業に一段落がついたため、かねてからの夢であった故郷イギリスの田園地帯でのバイク旅を楽しむが、道に迷って偶然たどり着いたジョン卿の館にてもてなされる。ヘンリーからアーサーの死を聞いたジョン卿は、自分は心臓を患っており次の発作が来れば最期だろうと語り、火葬を希望すると付け加える。ヘンリーは、閉ざされた部屋や召使ハーパーの振る舞いを見て父から聞いた話を思い出し、伝承の食屍鬼の実在を疑う。ヘンリーは就寝するも、唸り声やオーク材の壁を生爪が引っかく音が響いていた。
翌朝、ヘンリーはハーパーからジョン卿の死を聞かされ、村に検死医を呼びに行く。午後には葬儀の手配が整うも、雨が降り出し、火葬はできず延期となる。その日もヘンリーは館に宿泊することになるが、ハーパーから一緒に遺体を監視して欲しいと頼まれる。ヘンリーは護身用にとピストルまで取り出すハーパーの振る舞いをいぶかしみ、何を恐れているのか尋ねる。ハーパーは「あの部屋にいるもの」と返答したうえ、「自分は28年間『あれ』の世話をしており、とくに最近は卿の死を予測して死体を食いたがっていた」と付け加える。
ヘンリーとハーパーは、安置された遺体を見張る。深夜、ハーパーが「あれ」と呼んでいた化物が壁を破り抜いて2人のいる部屋へ侵入する。2人が応戦する中、震動で倒れた蝋燭の炎が遺体を安置しているベッドのカーテンに燃え移り、化物は炎に脅えて逃げる。燃え広がった炎は屋敷を焼き尽くし、ジョン卿の希望通り遺体は火葬された。
その後、化物の足跡はトレモス家の墓所の閉ざされた扉に続いており、扉は怪力で破られていたが、化物の姿はどこにもなかった。ハーパーは、30年前のアガサ夫人のときも同じだったと語る。2人は化物がこの世ならぬ場所に留まっていてくれることを願い、物語は締めくくられる。

## 主な登場人物
- アーサー・カルデイン - ヘンリーの父。イギリスからカナダのマニトバ州に移住し、養蜂業で成功する。数年前に死去。
- ヘンリー・カルデイン - 語り手。イギリス生まれ、カナダ育ちの青年。イギリスの田園地帯をバイク旅行中。
- ジョン・トレモス卿 - アーサーの学友。イギリスの准男爵で、屋敷の主。狭心症を患っている。
- レディ・アガサ・トレモス - ジョン卿の妻。急死したが、埋葬後に息を吹き返し、9か月後に出産して死亡する。
- ハーパー - トレモス館の老召使。単独でジョン卿に仕えている。閉ざされた部屋に食事を運ぶ。
- 異形の子供 - 28年前に、アガサ夫人が出産した子供。館の一室に閉じ込められていた。ジョン卿の死を予見し、死体を食いたがっている。

## 収録
- 『クトゥルー8』青心社、東谷真知子訳「名もなき末裔」
- 『ク・リトル・リトル神話集』国書刊行会、広田耕三訳「墳墓の末裔」